# 笑般若

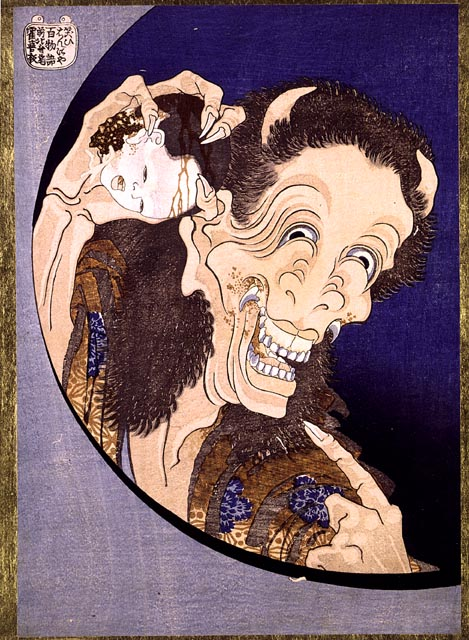
葛飾北斎『百物語』より「笑ひはんにや」

笑般若、笑い般若（わらいはんにゃ）は江戸時代の浮世絵、長野県の伝承にみられる日本の妖怪。
葛飾北斎の浮世絵の代表作・『百物語』では「笑いはんにや」と題し、角と牙を生やした鬼のような女が、子供の生首をつかんで狂気ともいえる笑顔を浮かべた姿が描かれている。手にした子供の首はザクロの実のようで気味の悪さに拍車をかけている。
河鍋暁斎による画集『暁斎漫画』でも描かれており、人間の女性が邪心から鬼女に変化したものとされた。
長野県東筑摩郡にも笑い般若と呼ばれる妖怪の伝承があるが、詳細は不明。